# Lapeom
Lapeom is een bestuurslaag in het regentschap Timor Tengah Utara van de provincie Oost-Nusa Tenggara, Indonesië. Lapeom telt 1237 inwoners (volkstelling 2010).